# Jordan Thompson (football)
Jordan Thompson, né le 3 novembre 1997 à Belfast, est un footballeur international nord-irlandais qui évolue au poste de milieu de terrain à Preston North End.

## Biographie
Le 7 novembre 2015, il fait ses débuts professionnels en faveur des Rangers.
Le 14 juin 2018, il rejoint le club anglais de Blackpool.
Le 17 janvier 2020, il rejoint Stoke City.

### En équipe nationale
Le 29 mai 2018, il fait ses débuts avec l'Irlande du Nord, à l'occasion d'un match amical contre le Panama (score : 0-0 à Panama City).